# José Luis Panizo
José Luis Panizo, teljes nevén José Luis López Panizo, (Sestao, 1922. február 6. – 1990. február 14., Portugalete) spanyol-baszk labdarúgó, csatár.

## Pályafutása
Junior korában szülővárosa klubjában, a baszk Sestao SC-ben szerepelt, azonban egy szezon után, mindössze tizenhét évesen lecsapott rá Baszkföld legnagyobb és legsikeresebb csapata, az Athletic Club. Itt kezdte tehát első felnőttidényét, majd egészen tizenhat évig maradt Bilbaóban. Ezalatt az idő alatt több, mint négyszáz tétmérkőzésen szerepelt, amelyeken 179 gólt szerzett, ezekből 136-ot bajnoki összecsapásokon. A Bilbaóval egyszeres bajnok, ezenkívül pedig öt kupagyőzelmet is ünnepelhetett. 33 évesen egy idényre még elszerződött az Indautxuhoz, amely akkor jutott fel a másodosztályba, majd visszavonult.
A válogatottban 1946-ban mutatkozhatott be Írország ellen, majd később még tizenhárom találkozón képviselhette Spanyolországot. A tizennégyből négy meccset az 1950-es vb-n játszott le, ahol a spanyol csapat végül negyedik helyen végzett.

## Sikerei, díjai
- Bajnok: 1942-43
- Kupagyőztes: 1942-43, 1943-44, 1944-45, 1949-50, 1954-55
- Szuperkupa-győztes: 1950